# Ваньань
Ваньа́нь (кит. упр. 万安, пиньинь Wàn'ān) — уезд городского округа Цзиань провинции Цзянси (КНР).

## История
Уезд был создан во времена империи Сун в 1071 году.
После образования КНР в 1949 году был создан Специальный район Цзиань (吉安专区), и уезд вошёл в его состав. В мае 1968 года Специальный район Цзиань был переименован в Округ Цзинганшань (井冈山地区). В 1979 году Округ Цзинганшань был переименован в Округ Цзиань (吉安地区).
Постановлением Госсовета КНР от 11 мая 2000 года округ Цзиань был преобразован в городской округ Цзиань.

## Административное деление
Уезд делится на 9 посёлков и 7 волостей.